# Putnik
Putnik je osoba koja putuje u vozilu, ali njime ne upravlja, nego se samo vozi. Vozila mogu biti: bicikli, autobusi, putnički vlakovi, zrakoplovi, brodovi, trajekti i drugi načini prijevoza.
Članovi posade (ako postoje), kao i vozač ili pilot vozila, obično se ne smatraju putnicima. Na primjer, stjuardesa u zrakoplovnoj kompaniji ne smatra se putnikom dok je na dužnosti, kao ni oni koji rade u kuhinji ili restoranu na brodu, kao ni osoblje za čišćenje.
U većini jurisdikcija doneseni su zakoni koji određuju pravne obveze vlasnika vozila ili plovila, ili vozača ili pilota istih, prema putnicima. Što se tiče putnika koji se voze u automobilima i kombijima, vozač je dužan paziti na putnike. Mnoge države zahtijevaju da automobili budu opremljeni posebnim mjerama za zaštitu putnika, kao što su zračni jastuci na strani suvozača. Što se tiče putnika u gospodarskim vozilima ili plovilima, nacionalni zakoni i međunarodni ugovori zahtijevaju da prijevoznik postupa s određenim standardom pažnje. Broj putnika koje vozilo ili plovilo može legalno prevoziti definiran je kao njegov kapacitet za sjedenje.
Prihodovni putnik plaća punu cijenu usluge i ne koristi se agencijskim ili prijevozničkim popustom. To isključuje putnike koji ne plaćaju, kao što su zaposlenici zrakoplovnih kompanija koji lete s besplatnim ili gotovo besplatnim kartama, bebe i djeca koji nemaju vlastito sjedalo, itd. Međutim, putnici koji su svoje putovanje platili nagradom za kilometražu programa čestih putnika obično su uključeni. Ovaj izraz se koristi u transportnoj industriji, posebno u prometnim mjerama kao što su prihod od putničkih kilometara (RPK) i prihod od putničkih milja (RPM).

## Galerija
- Obitelj putuje zrakoplovom.
- Putnici u metrou.
- Putovanje na skuteru.
- Putovanje brodom.